# Chernes sanborni
Chernes sanborni är en spindeldjursart som beskrevs av Hagen 1868. Chernes sanborni ingår i släktet Chernes och familjen blindklokrypare. Inga underarter finns listade i Catalogue of Life.